# Fiandra
La Fiandra (fiammingo Vlaanderen; francese Flandre) o anche Fiandre è una regione storica compresa tra la Francia, il Belgio e i Paesi Bassi delimitata a nord dal Mare del Nord a est dal fiume Schelda, a sud dal fiume Lys e a ovest dal Passo di Calais.

## Uso del termine al singolare o al plurale
L'uso del singolare o del plurale è giustificato dall'esistenza, durante i diversi periodi storici di divisioni all'interno della regione e, quindi, dall'esistenza contemporanea di più Fiandre, quali ad esempio:
- Fiandra reale e Fiandra imperiale;
- Contea delle Fiandre e Fiandra degli Stati;
- Fiandre francesi, Fiandre belghe e Fiandre zelandesi;
- Provincia delle Fiandre Occidentali e Provincia delle Fiandre Orientali.

## Geografia

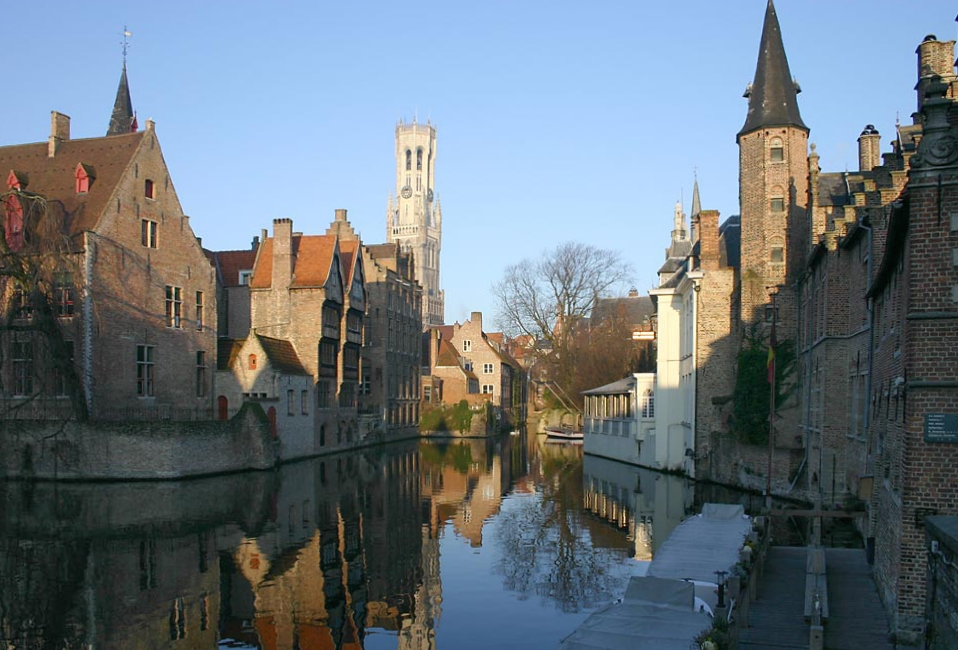
Bruges, per molto tempo capitale della Fiandra

La geografia della Fiandra coincide con l'area dove storicamente è attestato l'uso del fiammingo(nelle sue varianti fiammingo occidentale fiammingo orientale) e che approssimativamente coincide con l'area di massima espansione della Contea delle Fiandre. Tale area coincide solo parzialmente con l'attuale regione delle Fiandre in Belgio, comprendendo la parte settentrionale di questa ed estendendosi al di fuori di essa fino ad includere parti dell'attuale territorio di Francia e Paesi Bassi. L'antico territorio risulta oggi suddiviso tra:
- Belgio:
  - due delle attuali cinque province fiamminghe: Fiandre Occidentali e Fiandre Orientali
  - parte della provincia fiamminga di Anversa: il comune di Bornem
  - parte della provincia vallone di Hainaut: la regione intorno a Moeskroen (facente parte delle Fiandre Occidentali fino al 1962)
- Francia:
  - Fiandre francesi (nel dipartimento Nord)
  - Artois (nel dipartimento Passo di Calais)
- Paesi Bassi:
  - Fiandre zelandesi, una regione tra il Belgio e la Schelda Occidentale, situata nella parte meridionale dell'attuale provincia della Zelanda.

## Storia

### Antichità
Abitata dai celti a partire dal IV secolo a.C. fu sottomessa all'Impero romano da Gaio Giulio Cesare tra il 53 e il 52 a.C. Nel 50 a.C. la Fiandra divenne a pieno titolo parte dell'Impero entrando a far parte della Gallia Comata. Da una successiva divisione delle province dell'impero divenne parte della Gallia Belgica.

### Medioevo
Alla caduta dell'Impero romano d'Occidente nei Paesi Bassi giunsero le popolazioni germaniche dei Sassoni (nell'est) e dei Franchi (nel sud). Questi ultimi prevalsero sui loro vicini, e alla fine dell'VIII secolo la regione faceva parte del Sacro Romano Impero fondato da Carlo Magno e che aveva il suo centro nella vicina Aquisgrana. A partire dall'864 l'area diventò una contea in seno al Regno di Francia e i Conti di Fiandra furono tra i dodici pari del Regno. A partire dall'XI secolo i conti di Fiandra governarono anche i territori a est della Schelda quale feudo del Sacro romano impero. Tali territori vennero chiamati Fiandra imperiale (in olandese Rijks-Vlaanderen, in francese Flandre impériale) per distinguerle dalla parte dipendente dal Regno di Francia che assunse il nome di Fiandra reale (in olandese Kroon-Vlaanderen, in francese Flandre royale).

#### Le Fiandre sotto la Francia
Le Fiandre erano un territorio legato storicamente all'Inghilterra. Esisteva un importante traffico della lana grezza dall'Inghilterra verso le Fiandre, che - se sospeso - avrebbe rischiato di mettere in ginocchio l'economia inglese e nello stesso tempo l'arresto delle attività tessili dei fiamminghi. Si capisce quindi che la conquista, da parte dei francesi, delle Fiandre preoccupò gli inglesi e contribuì non poco allo scoppio della guerra dei cent'anni.
Nel corso della guerra le Fiandre finirono nelle mani del Duca di Borgogna Filippo II. Filippo, detto l'Ardito o il Temerario, fu il quarto dei figli del re di Francia Giovanni II e di Bona di Lussemburgo. Si guadagnò il suddetto soprannome a fianco del padre nella battaglia di Poitiers del 1356, nella quale fu catturato e condotto prigioniero in Inghilterra assieme al padre. Tornato in Francia nel 1360, ottenne dal padre il ducato di Turenna e nel 1363 quello di Borgogna. Nel 1369 sposò Margherita III delle Fiandre, erede della Contea delle Fiandre, che ottenne nel 1384 alla morte del padre Luigi II. Nacque così il primo nucleo dei cosiddetti Paesi Bassi borgognoni.
Filippo II fu uno degli attori della Guerra civile tra Armagnacchi e Borgognoni in Francia. Gli inglesi tentarono di trarre vantaggio di questa guerra civile per riguadagnare il potere sul territorio francese alleandosi con i Borgognoni. Essi avevano sostenuto il re inglese Enrico V d'Inghilterra quale successore al trono di Francia contro Carlo VII di Francia. Ma fu quest'ultimo che guadagnò il potere, e gli sforzi inglesi non portarono a frutto. Anche i discendenti di Filippo II ebbero rapporti conflittuali con il re di Francia e cercarono continuamente di guadagnare autonomia.

#### Le Fiandre sotto il Sacro Romano Impero
Le Fiandre si divisero dalla Francia in seguito grazie all'influenza dell'imperatore del Sacro Romano Impero.
Nel 1476, allo scopo di aumentare la potenza e la grandezza della Borgogna, Carlo il Temerario (nipote di Filippo II) concordò il matrimonio di sua figlia Maria di Borgogna con Massimiliano d'Asburgo, figlio dell'imperatore Federico III. La precoce morte del padre nella battaglia di Nancy (5 gennaio 1477) fece precipitare gli eventi. Maria, minacciata da Luigi XI di Francia, che aveva invaso la Piccardia e l'Artois, concesse il "Gran Privilegio" alle città fiamminghe (11 febbraio 1477) e sposò Massimiliano I (18 agosto 1477). La vittoria degli Austro-Borgognoni sui Francesi a Guinegatte (7 marzo 1479) salvò le Fiandre.
Maria morì nel 1482 a Bruges per una caduta da cavallo, a soli 24 anni; il trattato di Arras (21 dicembre 1482) sancì poco dopo la divisione dei domini borgognoni tra Luigi XI e Massimiliano. La contea delle Fiandre passò alla casa d'Asburgo.

#### Le Fiandre sotto la dominazione spagnola e austriaca

Mappa delle Fiandre nel 1584, Abramo Ortelio

Carlo d'Asburgo, nipote di Massimiliano I, fu, oltre a imperatore del Sacro Romano Impero, anche re di Spagna. Tuttavia alla sua abdicazione lasciò a suo fratello Ferdinando I d'Asburgo il titolo di imperatore del Sacro Romano Impero, mentre la Spagna e altri territori ivi compresi le Fiandre furono date al figlio che divenne Filippo II di Spagna. Così le sorti delle Fiandre si ritrovarono fortemente legate a quelle della Spagna.
Nel XVI secolo la Riforma protestante fu accolta con favore da buona parte della popolazione. Sebbene vi si fosse opposto con forza l'imperatore Carlo V (nipote ed erede di Massimiliano) finì per accettare la situazione. Alla sua abdicazione i Paesi Bassi furono staccati dall'Impero ed ereditati da suo figlio Filippo II, re di Spagna.
Nel 1714, a seguito del trattato di Utrecht, a seguito della guerra di successione spagnola, ciò che venne lasciato dai Paesi Bassi spagnoli passò all'Austria.

### Età napoleonica
Dopo la rivoluzione francese, nel 1794 l'intera regione passò alla Francia e mise fine alle pretese di Spagna e Austria su di essa. La regione divenne parte integrante della Francia e venne divisa in due dipartimenti, base delle odierne province belghe:
- Dipartimento della Schelda
- Dipartimento del Lys

L'Austria fu costretta a confermare le proprie rinunce nel trattato di Campoformio, nel 1797.
Alla sconfitta di Napoleone Bonaparte nel 1815 la regione venne assegnata al Regno Unito dei Paesi Bassi, anche se dopo la rivoluzione Belga del 1830 si separarono e divenne parte dello stato indipendente del Belgio.

## Manifattura
Grazie alla vicinanza degli sbocchi della Schelda, alla prossimità con l'Inghilterra e la possibilità di commerci via mare con la Scandinavia, combinato con la presenza di una consolidata tradizione dell'industria rurale laniera, nel X secolo la Fiandra aveva dato origine a una intensa attività commerciale. L'esportazione della lana si protrasse per molti secoli portando ricchezza. Inoltre le manifatture si specializzarono anche in prodotti finiti, in particolare nella produzione della fiandra col cui nome si identifica un pregiato tessuto di lino operato monocolore e di mano asciutta.

## Arte

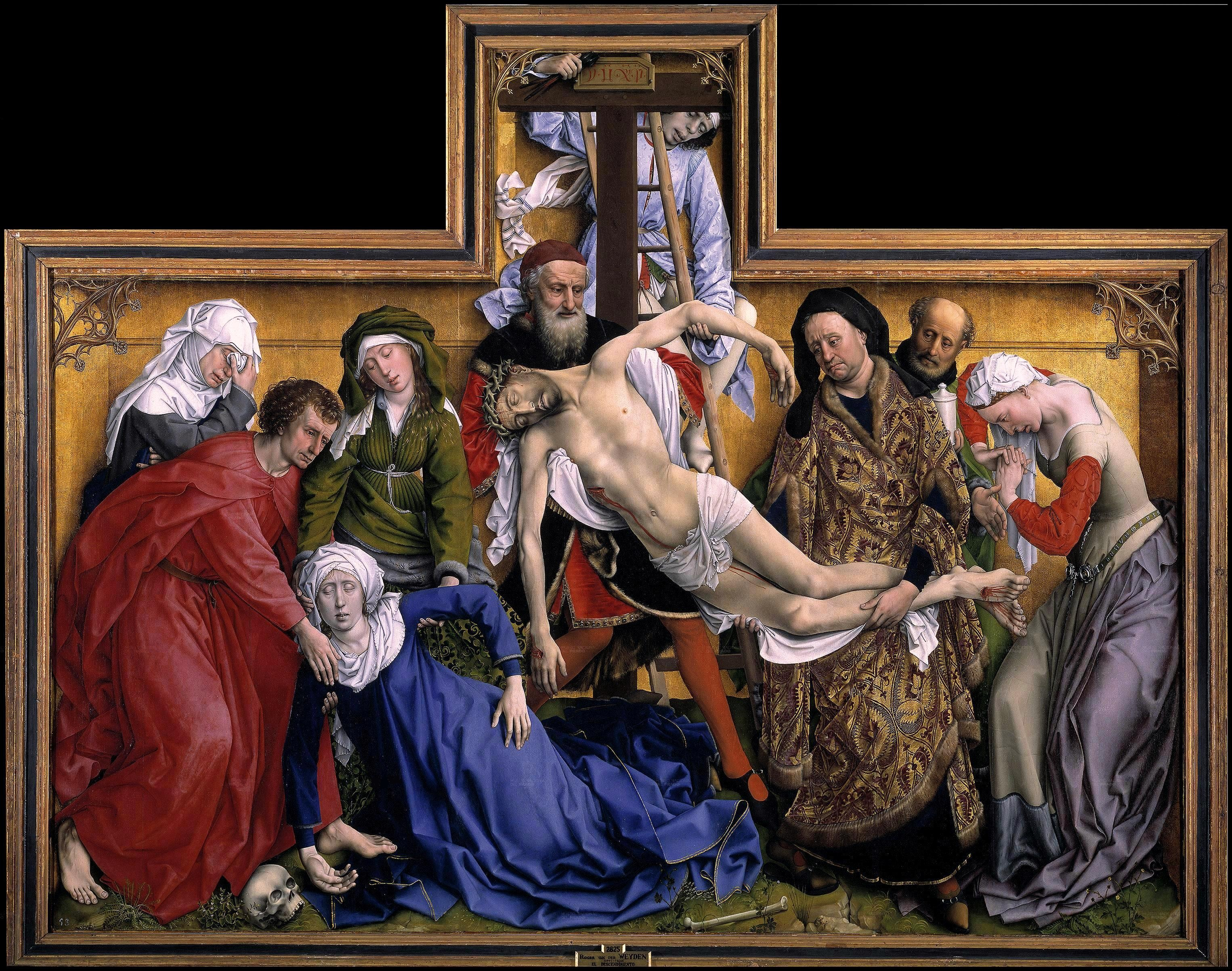
Rogier van der Weyden
Deposizione, 1433-1435
Museo del Prado, Madrid

La pittura fiamminga è una scuola pittorica nata nel XV secolo grazie a Jan van Eyck, caratterizzata in particolare dall'uso dei colori ad olio e da una grande attenzione alla resa dei dettagli.
Il primo periodo del secolo XV, viene denominato "scuola dei Primitivi fiamminghi". I rappresentanti di questa scuola normalmente dipingevano quadri a tema religioso sviluppando pure interesse per i ritratti e, negli sfondi, per i paesaggi. Utilizzando la tecnica ad olio, questi pittori misero a punto uno stile caratterizzato dalla minuziosità, dal diletto nella riproduzione di oggetti, dal naturalismo e dall'amore per il paesaggio.
Nel rinascimento si registrò un'influenza più che mai forte dell'arte e della cultura italiana, che portò all'umanesimo nordico di Erasmo da Rotterdam e alla creazione di opere d'arte legate all'esempio proveniente dal Sud. Tra i grandi maestri influenzati dall'arte italiana vi furono Bernard van Orley, Mabuse, Quentin Massys, Luca da Leida e Joos van Cleve. Molti di essi ebbero soggiorni in Italia, anzi il viaggio in Italia divenne elemento tipico del percorso formativo degli esponenti di questa corrente artistica, che di seguito venne definita dei Romanisti.
Un ultimo periodo si identifica nel barocco fiammingo, sviluppatosi in modo diverso dagli ormai calvinisti e indipendenti Paesi Bassi dove la pittura di soggetti religiosi crollò nettamente, ma crebbe un nuovo grande mercato per tutti i tipi di soggetti secolari. Nella Fiandra, invece, la spinta italianeggiante e classicheggiante trovò nuova linfa con artisti come Rubens, indiscutibile caposcuola del Seicento fiammingo, che in Italia fu tra i primi artisti che contribuirono allo sviluppo dell'arte barocca, e del suo principale discepolo Antoon van Dyck.